# Final Fantasy VII Remake
Final Fantasy VII Remake — рольова гра, розроблена і видана Square Enix, римейк Final Fantasy VII 1997 року. Square Enix видаватиме римейк по частинах, перша з яких вийшла для PlayStation 4 10 квітня 2020 року, і стала ексклюзивом консолі на один рік. Потім, отримавши підзаголовок Intergrade, вона вийшла для PlayStation 5 і Windows. Друга частина з підзаголовком Rebirth вийде у 2023 році для PlayStation 5. Повний римейк складатиметься з трьох частин.
Сюжет гри загалом повторює сюжет Final Fantasy VII. Події відбуваються у техномагічному світі, що потерпає від діяльності мегакорпорації Shinra, котра видобуває життєву енергію планети Мако для виробництва електрики. В центрі сюжету перебуває група повстанців «AVALANCHE», до якої приєднується найманець Клауд Страйф. Ігровий процес поєднує в собі екшен в реальному часі з рольовими елементами.
Римейк був анонсований у 2015 році після років прохань фанатів і чуток. Повернулися кілька ключових співробітників, в тому числі дизайнер персонажів Тецуя Номура як режисер та дизайнера головного героя, режисер Йошинорі Кітасе як продюсер, сценарист Казушіге Ноджіма і композитор музики Нобуо Уемацу. Велика частина гри складається з контенту якого немає в оригіналі; розробники змінили дизайн персонажів, щоб збалансувати реалістичність і стилізацію.

## Ігровий процес
На відміну від оригінальної Final Fantasy VII, де гравець керує командою персонажів з видом згори, в римейку детальніший контроль над кожним окремим персонажем. Групу героїв (ігрову партію) представляє головний персонаж Клуад Страйф, що показується від третьої особи. Віртуальна камера огляду за замовчуванням перебуває за його спиною, хоча гравці можуть змінювати ракурс. В оригіналі всі локації були пререндереними фонами, по яких переміщувались тривимірні герої. В римейку ж локації повністю тривимірні та глибоко деталізовані, як і персонажі. Місцями трапляються неігрові персонажі, в яких можна отримати додаткові завдання, інформацію чи поторгувати, або ж зіграти в мініігри.
У римейку прибрано «випадкові битви» коли партія несподівано встрявала в бій з рядовими ворогами, що не відображались попередньо на місцевості. Тепер усі сутички можна заздалегідь передбачити чи й уникнути їх, за винятком сюжетно важливих. Бої відбуваються в реальному часі і гравці можуть перемикатися в ході їх між кількома бійцями; решта команди тоді керується штучним інтелектом. У бою в кожного персонажа в міру його активності заповнюється шкала спеціальної дії ATB (Active Time Battle). Коли вона заповнюється до кінця, персонаж може виконати особливий прийом (він залежить від поточної зброї), скористатися магією чи особливим предметом, прикликати підмогу. Тільки контрольований гравцем герой може користуватися ATB. Різні вороги по-різному вразливі до атак. Наприклад, чудовиська бояться вогню, а роботи стійкі до нього, проте зазнають великої школи від електрики. Вороги мають рівень концентрації, що зменшується при успішних атаках по них. Втративши концентрацію, істота стає вразливішою.
Як і Final Fantasy VI 1997 року, розвиток персонажів залежить від магічної «Матерії». Вставляючись до зброї чи екіпіровки, «Матерія» визначає стиль бою персонажа, його параметри та можливості. Крім того герої набирають у боях досвід, що покращує володіння зброєю і дозволяє з часом користуватись новими її видами. На вибір гравця, очки досвіду можна перерозподілити між боями, щоб зробити конкретного персонажа майстром того чи іншого озброєння.

## Сюжет
Перша частина. Події першої частини Final Fantasy VII Remake розгортаються цілком у місті Мідґар, що відповідає початковим локаціям Диску 1 оригінальної гри, але має нові деталі.
Боєць спецпідрозділу «SOLDIER» Клауд Страйф, розчарований у своїх керівниках, приєднується до повстанців з угрупування «AVALANCHE». Очолювані Барретом, вони вирушають підірвати один з мако-реакторів у Мідґарі. Встановлюючи бомбу, Клауд бачить галюцинації, але не зізнається в цьому. Подолавши охорону, повстанці тікають. Від нової колеги Джессі Клауд отримує в подарунок першу «Матерію». Невдовзі він зустрічає дівчину Аеріс, що як і він бачить схожих на привидів істот. Через напад солдатів «Shinra» вони розділяються. Клауд потім повертається в нетрі, де розташовано штаб повстанців.
До команди приєднується Тіфа Локхарт, з нею Клауд і Баррет розкривають, що «Shinra» планує скинути на нетрі, де розташовано штаб, частину верхнього міста. Повстанці при допомозі інших команд вирушають завадити цьому. Тим часом президент «Shinra» наказує дискредитувати «AVALANCHE» у новинах, аби покласти на них вину за майбутню катастрофу. Голова служби безпеки, Гайдеґґер, доставляє робота, в бою з яким Клауд бачить видіння свого давнього ворога Сефірота й падає у нетрі.
Клауда знаходить Аеріс, та невдовзі керівник спецагентів «Shinra» «Турків», на ім'я Руд вислідковує її, оскільки Аеріс — остання представниця зниклої раси Цетра, що знала про розташування «Землі Обітованої», багатої на мако-енергію. Клауд з Аеріс, Тіфою та Барретом довго пробираються назад у верхнє місто, знову зустрічаючи дорогою привидів. Їм майже вдається відвернути падіння величезної плити на нетрі, проте спецагент Ценг приводить несподівану підмогу та викрадає Аеріс. Цілий сектор Мідґару гине, хоча Клауду, Тіфі й Баррету вдається втекти в сусідній.
Майже всі повстанці в результаті гинуть. Баррет переконаний, що і його донька Марлін теж мертва. Прибувши в руїни, Клауд, Тіфа та Баррет виявляють лабораторію «Shinra». Вони вирішують відшукати Аеріс у штаб-квартирі корпорації, інакше «Shinra» здобуде засоби для нових злочинів. Вони знаходять і визволяють Аеріс, яка пояснює, що бачені привиди — це Шепоти — сутності, котрі повертають хід подій на природний шлях, коли хтось намагається змінити історію. Також група звільняє з лабораторії розумного звіра Реда, що приєднується до неї. Тим часом з'являється Сефірот і викрадає результати досліджень «Shinra» щодо раси Центра. Він убиває президента, внаслідок чого наступним керівником стає Руфус.
Герої тікають зі штаб-квартири, котру наповнюють Шепоти, по недобудованому шосе, переслідувані силами «Shinra». Їх перестріває Сефірот і після бою пропонує Клауду приєднатися до нього. Той відмовляється, та Сефірот наполягає на вигоді від співпраці й демонструє можливість змінити будь-яку подію на вибір Клауда. Тоді Клауд обирає врятувати свого колишнього напарника Зака в останньому бою (див. Crisis Core: Final Fantasy VII).
Унаслідок зміни історії Зак у минулому отямлюється живий, хоча й поранений, і несе непритомного Клауда в Мідґар. В сучасності Клуд воз'єднується з товаришами і вони вирішують розшукати Сефірота й завадити його планам. Баррет, дивлячись на Мідґар, відчуває, що його донька жива.

## Оцінки й відгуки
| Агрегатор  | Оцінка |
| ---------- | ------ |
| Metacritic | 87/100 |

| Видання                   | Оцінка        |
| ------------------------- | ------------- |
| Destructoid               | 9/10          |
| Easy Allies               | 9/10          |
| Electronic Gaming Monthly | [ 10 ]        |
| Eurogamer                 | Рекомендовано |
| Game Informer             | 8.75/10       |
| GameRevolution            | [ 13 ]        |
| GameSpot                  | 10/10         |
| GamesRadar+               | [ 15 ]        |
| IGN                       | 8/10          |
| Jeuxvideo.com             | 18/20         |
| Shacknews                 | 9/10          |
| The Guardian              | [ 19 ]        |
| USgamer                   | [ 20 ]        |

З огляду на популярність Final Fantasy VII, її римейк був однією з найочікуваніших рольових відеоігор та відеоігор 2020 року взагалі. Final Fantasy VII Remake стала найобговорюванішою грою для PlayStation 4 і найпоширюванішою для цієї консолі в 2020 році. На агрегаторі Metacritic середня оцінка склала 87 балів зі 100.
GameSpot виділили з позитивних аспектів римейку доволі складні, стратегічні бої, швидкі й при цьому виконані у впізнаваному стилі Final Fantasy. Схвалення також здобули оновлені персонажі з більш особистими історіями, з яких складається загальна картина подій. При цьому сюжет першої частини римейку, лишаючись в рамках оригінальної оповіді, поглиблює її несподіваними деталями. Підкреслювався живий, насичений образ Мідґара, в якому чітко видно повсюдний руйнівний вплив хижацької діяльності «Shinra». Втім, було розкритиковано побічні завдання, що не вписуються в загальний сюжет, і камеру огляду, що подекуди виходить з-під контролю.
Game Revolution висвітлили, що 4-6 годин в Мідґарі з оригінальної гри в римейку розширено до 30-40. Це досягається передусім поглибленими історіями другорядних персонажів і реалістичними мастшабами Мідґара. Кожен район міста має свою архітектуру та дизайн. З іншого боку, це є викликом для PS4, вимагаючи максимуму її продуктивності. Крім того було високо оцінено бої в реальному часі. Загалом, Final Fantasy VII Remake описувалася як новий стандарт того, якими мусять бути римейки.
IGN описали контент римейку неоднозначним: деякі персонажі, місця та механіки є розвитком колишніх, однак частина виглядає як «наповнювач», призначений лише подовжити гру. Чимало побічних завдань і міні-ігор, які мали б бути необов'язковими, насправді дають винагороду, що суттєво полегшує проходження основного сюжету. Місцями гра надто нагадує Kingdom Hearts, не завжди доречно поєднуючи серйозність та комічність. Також грі не вистачає винагороди за проходження: відкриття нового рівня складності чи початку заново з уже здобутими речами.
На думку редакції Polygon, Final Fantasy VII Remake дуже нерівномірна, завдання в ній не всі однакової якості, а темп місцями загальмовується. Крім того, гра надає обмаль нових концепцій. Втім, вона вражаюче виглядає, повертаючи стару гру в новій формі.
З-поміж ігор для PlayStation 4, Final Fantasy VII Remake має один з найвищих показників повного проходження. До фіналу її пройшли 53 % гравців.